# Ogcocephalus pumilus
Ogcocephalus pumilus is een  straalvinnige vissensoort uit de familie van vleermuisvissen (Ogcocephalidae). De wetenschappelijke naam van de soort is voor het eerst geldig gepubliceerd in 1980 door Bradbury.
De soort staat op de Rode Lijst van de IUCN als niet bedreigd, beoordelingsjaar 2009.